# Masarrah
Die Masarrah war ein im Jahr 1977 als St. Columba in Dienst gestelltes Fährschiff der saudi-arabischen Namma Lines. Sie stand von 2007 bis 2016 zwischen Sues und Dschidda im Einsatz und fuhr anschließend bis zu ihrer Ausmusterung 2020 auf verschiedenen Routen.

## Geschichte
Die St. Columba entstand unter der Baunummer 214 in der Aalborg Værft in Aalborg und sollte ursprünglich am 16. Juli 1976 vom Stapel gelassen werden. Wegen schlechtem Wetter wurde dies jedoch auf den 17. Juli verschoben. Nach der Übernahme durch die Sealink British Rail am 2. April 1977 und mehreren Probefahrten nahm das Schiff am 2. Mai 1977 den Fährbetrieb auf der Strecke von Holyhead nach Dun Laoghaire auf.
Nach einer kurzen Aufliegezeit 1981 wechselte die St. Columba von Februar bis März 1983 zwischenzeitlich auf die Strecke von Fishguard nach Rosslare. Im Mai 1990 ging das Schiff an die Stena Line, die es ab März 1991 als Stena Hibernia auf seiner alten Strecke von Holyhead nach Dun Laoghaire einsetzte.
Nach Umbauarbeiten erhielt die Stena Hibernia im Januar 1996 den Namen Stena Adventurer und blieb auf derselben Route in Fahrt, wurde jedoch im Oktober 1996 in Belfast aufgelegt. Im November 1996 war das Schiff für wenige Tage zwischen Larne und Stranraer im Dienst, ehe es im Mai 1997 als Express Aphrodite an Agapitos Express Ferries mit Sitz in Piräus verkauft wurde.
Im Juni 1997 nahm die Express Aphrodite den Dienst zwischen Piräus, Syros, Tinos und Mykonos auf. Im November 1999 übernahm Minoan Flying Dolphins das Schiff, das in den folgenden Jahren auf verschiedenen Routen vor der griechischen Küste eingesetzt wurde. Am 22. September 2006 wurde die Express Aphrodite in Piräus aufgelegt.
Im Dezember 2006 ging das Schiff an Namma International Trading mit Sitz in Saudi-Arabien, die es in Masarrah umbenannte. 2007 nahm es den Fährdienst für die Namma Lines zwischen Sues und Dschidda auf, etwa 2016 wechselte es in den Dienst von Duba nach Safaga. Zuletzt stand die Masarrah seit Juni 2019 auf der Strecke von Sues nach Sawakin im Einsatz. Im April 2020 wurde sie ausgemustert und ist seitdem in Safaga aufgelegt. Im Herbst 2021 wurde sie zur Verschrottung verkauft und am 2. Dezember 2021 unter dem Namen Assarah unter der Flagge Gabuns in Gadani zur Verschrottung gestrandet.